# 卵鳎
卵鳎（学名：Solea ovata），俗名龍舌、鰨沙、比目魚、土龟母、稔叶、猫利、稔子叶鱼，为輻鰭魚綱鰈形目鳎科的一個種。

## 分布
本魚分布于印度西太平洋區，包括巴基斯坦、印度、中國、印尼、菲律賓、越南、泰國等海域。该物种的模式产地在广州。

## 深度
水深10-30公尺。

## 特徵
本魚體平扁，呈卵圓形，口小，兩眼同在右側。魚體深褐色，有眼側散布黑色小點；尾柄明顯，尾鰭圓形，體長可達10公分。

## 生態
本魚生活於熱帶海域，偶爾會進入河口區。平時大多停棲於海底，並將魚體埋於沙泥中，只露出兩眼觀察四周。屬肉食性，以小型無脊椎動物為食。

## 經濟利用
食用魚，適合做生魚片或鹽漬。